# Порумбаку-де-Жос
Порумбаку-де-Жос (рум. Porumbacu de Jos) — село у повіті Сібіу в Румунії. Адміністративний центр комуни Порумбаку-де-Жос.
Село розташоване на відстані 195 км на північний захід від Бухареста, 24 км на схід від Сібіу, 131 км на південний схід від Клуж-Напоки, 90 км на захід від Брашова.

## Населення
За даними перепису населення 2002 року у селі проживали 1102 особи.
Національний склад населення села:
| Національність | Кількість осіб | Відсоток |
| -------------- | -------------- | -------- |
| румуни         | 925            | 83,9%    |
| цигани         | 169            | 15,3%    |
| угорці         | 5              | 0,5%     |

Рідною мовою назвали:
| Мова      | Кількість осіб | Відсоток |
| --------- | -------------- | -------- |
| румунська | 936            | 84,9%    |
| циганська | 158            | 14,3%    |
| угорська  | 5              | 0,5%     |